# Nausikaa

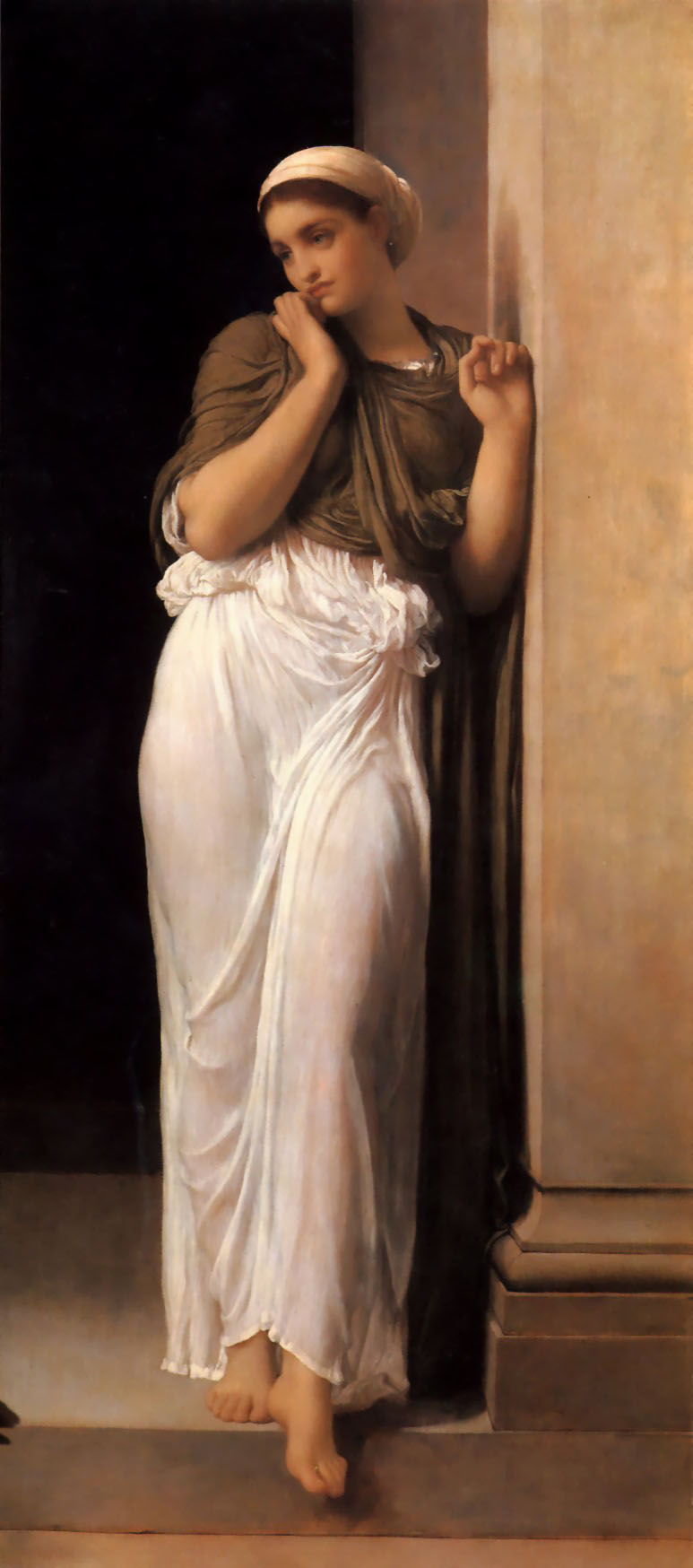
Nausicaa, Frederic Leighton cirka 1878

Nausikaa (grekiska  Ναυσικάα) var i grekisk mytologi dotter till kung Alkinoos och drottning Arete hos fajakerna i Scheria.
Odysséen berättar att Nausikaa åtföljd av sina tärnor beger sig till havsstranden för att tvätta kläder. Där påträffar hon den skeppsbrutne och nakne Odysseus och för honom till sina föräldrars hus, där han tas väl omhand.
Motivet förekommer ofta på rödfigurig keramik, och förekom på en berömd målning av Polygnotos i Aten.

## Etymologi
Ναυσικά - från Ναυσ, "skepp", efterledet anges ofta som "brännare", men detta verkar sakna belägg.
Andra språkforskare framhåller att Ναυσικάα skulle kunna översättas till "navibus celebrata" eller "navibus celebrata, laudata", vilket vore passande för en kungadotter.